# 謝光巨
謝光巨（越南语：／；1770年—1862年），越南阮朝官員。

## 生平
謝光巨是承天府富榮縣人。嘉隆元年（1802年），謝光巨參軍，後升任該隊。明命七年（1826年），遷嚴武衛衛尉。
明命九年（1828年），阮廷初設鎮寧府七縣縣丞，令謝光巨和演州知府杜光璟前往鎮寧，與宣慰使昭內查驗當地頭目，委任官職。謝光巨到後，察覺到宣慰使昭内有謀反意圖，設計將他捕獲，送往京師順化。謝光巨因此升授錦衣掌衛，權領鎮寧府務，賞鍍金獅子頭刀一柄。謝光巨治理鎮寧府期間，招撫土著流民回遷鎮寧，嚴禁部下擄掠土著，並釋放了二十多名被捕的土著頭目，以收攬民心，從此境內安寧。明命帝對此大為讚賞。謝光巨後升後營統制，出任安靜總督，兼領乂安巡撫。
明命十四年（1833年），黎維良自稱黎朝皇孫，在樂邊府起兵造反。謝光巨統領大軍，攻克赤土堡，逐走造反土著，抓獲黎维良，送往京師。明命帝為此賞賜謝光巨豆大金剛玉三枚，鑲金幫指正，關東人參一枝，高麗參兩枝。謝光巨班師後，又晉封為武牢子（越南语：／），繼續回乂安任職。
後來，農文雲在高平省起兵，明命帝又以謝光巨為總統軍務大臣，前往高平諒山一帶進討農文雲，取得諒山大捷。謝光巨憑此晉封武牢伯（越南语：／）。其後，謝光巨率大軍從洛陽出發，前往高平，收復高平省城，並分兵略定高平省全境。然後上疏請求回乂安任職。
農文雲逃離高平後，又糾集兵馬，重新立起反叛大旗，明命帝再次任命謝光巨為總統軍務大臣，前往高平，剿滅農文雲叛軍。明命十六年（1835年），農文雲逃往清朝境內。謝光巨秘派程文珠等人化裝成清朝人模樣，潛入清朝，搜捕農文雲。結果搜捕到逃犯閉文覩一家。不久，農文雲被宣光道官兵捕殺，謝光巨班師回朝。明命帝升授謝光巨為都統署中軍都統府掌府事，仍領安靜總督一職。
當時，寧平省新設安化、樂土二縣，明命帝令謝光巨前往寧平勘察地形。清化省土匪郭必功等人佔據關化州地盤，明命帝以謝光巨為寧平經略大臣，何維藩為參將，前往關化剿匪。謝光巨大破土匪，明命帝大悅。事後，謝光巨再往乂安任職。
明命十九年（1838年）八月，明命帝以謝光巨立有戎功，實授中軍都統府掌府事。同年，明命帝下令立《武功碑》以紀念諸臣戰功。廷議以謝光巨“燒殺逆雲”、“弋獲逆良”，列功臣第五名。明命二十年（1839年），謝光巨回京師任職，監督普利河築堤。明命帝顧念謝光巨功勞，晉封為武牢侯（越南语：／），兼管襲廕英名教養會同，負責順山、孝山二陵監造。後因不稱旨而降為中軍都統，尋又以原銜董理永陵基工所。
紹治元年（1841年），兼管漕政印務。紹治二年（1842年），紹治帝前往河內接受清朝冊封，謝光巨充任留京大臣。紹治帝回朝後，加太子少保銜，兼管後軍印篆。紹治六年（1846年），紹治帝以謝光巨功高，賜他一塊御前大臣玉牌，以示榮寵。謝光巨擔任掌府事時，曾舉薦管奇阮文黃。後來阮文黃任安江提督，履立戰功。紹治帝援引潘文璻舉薦謝光巨有功蒙賞之例，賞賜謝光巨紗緞各三疋。同年大計，紹治帝以謝光巨是勳勞舊臣為由，賞賜一個黃金蟠桃，稱他為當朝人瑞。
嗣德元年（1848年）四月，寧陵大禮，謝光巨充總護大臣。同年，謝光巨以年老為由，請求休致。嗣德帝慰留不許。嗣德二年（1849年），順化出現沴災，嗣德帝下詔求直言。於是謝光巨和文武大臣上奏五件事：一，加恩英睿皇太子阮福景之子阮福美堂子女後代，將他們列入尊譜。二，中興功臣中有人已經絕後，應該查訪族內旁支，為他們立嗣；死事諸臣的父母妻兒應該酌情贍養。三，寬免阮文誠、黎文悅和黎質罪責，允許他們的後代修理墳墓。四，修繕後黎朝廟祀，增給祀田廟夫。五，派遣經略大臣，監督各地官員。嗣德帝一一聽從。
嗣德三年（1850年），大計。嗣德帝賜謝光巨一面勳勞金磬。嗣德四年（1851年），嗣德帝賞賜謝光巨一面御筆“老福元勳”金匾、一首御製詩，以及各類賞賜物品。嗣德六年（1853年），賞白玉壽寧字佩牌，尋兼管左軍。謝光巨累次上疏請求致事，皆不獲准。嗣德八年（1855年），謝光巨終於致事，時年八十六歲。
嗣德十二年（1859年）和嗣德十四年（1861年），謝光巨回到順化兩次，拜見嗣德帝。嗣德十五年（1862年），謝光巨去世，壽九十三歲。追贈太保，諡忠恪。

## 子女
謝光巨有四子。
- 長子謝光知，襲封伯爵，後獲咎降為子爵。
- 次子謝光恩（一作謝光應），尚紹治帝次女安盛公主阮玉嫻嫣。
- 三子謝光直，為精兵正隊。
- 四子謝光富，陣亡，贈精兵該隊。